# Windwardside
Windwardside é o segundo maior município da ilha de Saba nas Antilhas holandesas, chamada assim porque fica do lado de barlavento da ilha. Barlavento em inglês é windward, e lado é side, daí o nome.  A subida até o Mount Scenery pode começar da estrada que sai da cidade.  A cidade conta com dois bancos e muitas lojas, como mercearias, lojas de presentes, e etc.  A cidade também conta com um museu marítimo que fala um pouco da história de Saba.